# Escuela Brasil

La Escuela Brasil es una escuela primaria pública de la ciudad de Montevideo, numerada N°17 dentro del dominio público. Se encuentra ubicada sobre la Avenida Brasil y 26 de Marzo, en Pocitos.

## Historia

Escuela Brasil en los años veinte.

Fue creada en 1885 instalándose en una antigua casa sobre la calle Gabriel Pereira en Pocitos. Posteriormente, se define construir un nuevo edificio para la misma ubicado en las cercanías su primitivo edificio. La construcción de la futura sede de la entonces Escuela Pública N°17 se remonta hacia la Ley de Educación escolar implantada en 1906. 
Pese a que su proyecto original, sobre un terreno de 4.528,76m2, donde se proyectaba la construcción de dos edificios de aulas, uno para niñas, sobre la avenida Brasil y el otro para niños, sobre la calle José Martí. Pese a que del proyecto sólo se concretó la construcción sobre la avenida Brasil, la escuela finalmente fue inaugurada en 1908, siendo una obra proyectada por el arquitecto Américo Maini. 
El 15 de noviembre de 1927 mediante ley recibe la denominación de Escuela Brasil, homenajeando a los Estados Unidos de Brasil, nombre de la hoy llamada República Federativa del Brasil.
En el año 2002 es declarada como Monumento Histórico Nacional por la Comisión del Patrimonio Cultural.

## Estudiantes
En 1990 había 410 alumnos, para 1995 habían descendido a 364 y en 2002 la matrícula alcanzó su pico más bajo con tan solo 217 alumnos, hoy en día tiene 600 estudiantes.En épocas de inscripción, suele ser una de las escuelas de la capital con más demanda de inscripciones.